# Marko Pridigar
Marko Pridigar (* 18. května 1985 Maribor, Jugoslávie) je slovinský fotbalový brankář, který od počátku profesionální kariéry působí ve slovinském klubu NK Maribor.

## Klubová kariéra
Pridigar zahájil fotbalovou kariéru v klubu NK Maribor, kde působil i v mládežnických týmech. Debutoval ve svých 20 letech 13. května 2006 proti domácímu týmu NK Nafta Lendava, zápas skončil porážkou Mariboru 0:1.
Během prvních let v klubu soupeřil o místo v bráně s brankářem Marko Ranilovičem. V sezónách 2007/08 a 2008/09 byl brankářskou jedničkou a odchytal většinu utkání v lize. Následující sezónu 2009/10 ztratil jisté místo v sestavě a nevyhla se mu ani zranění. Ranilovič poté přestoupil do maďarského celku Ferencváros Budapešť a Pridigar se stal opět jednotkou v sezóně 2010/11. S Mariborem vyhrál řadu domácích trofejí včetně ligových titulů.